# Spanish Brass Luur Metalls
Spanish Brass Luur Metalls, també coneguda com a Spanish Brass o SBLM, és un quintet de metall valencià fundat l'any 1989 formant part del triumvir dels quintets de metalls de nivell mundial amb els canadencs Canadian Brass i els austríacs Mnozil Brass. Des de la seua creació s'han dedicat a la interpretació, la pedagogia i la creació musical realitzant concerts, impartint cursos dirigits a la música de cambra, i a l'enregistrament de discos.

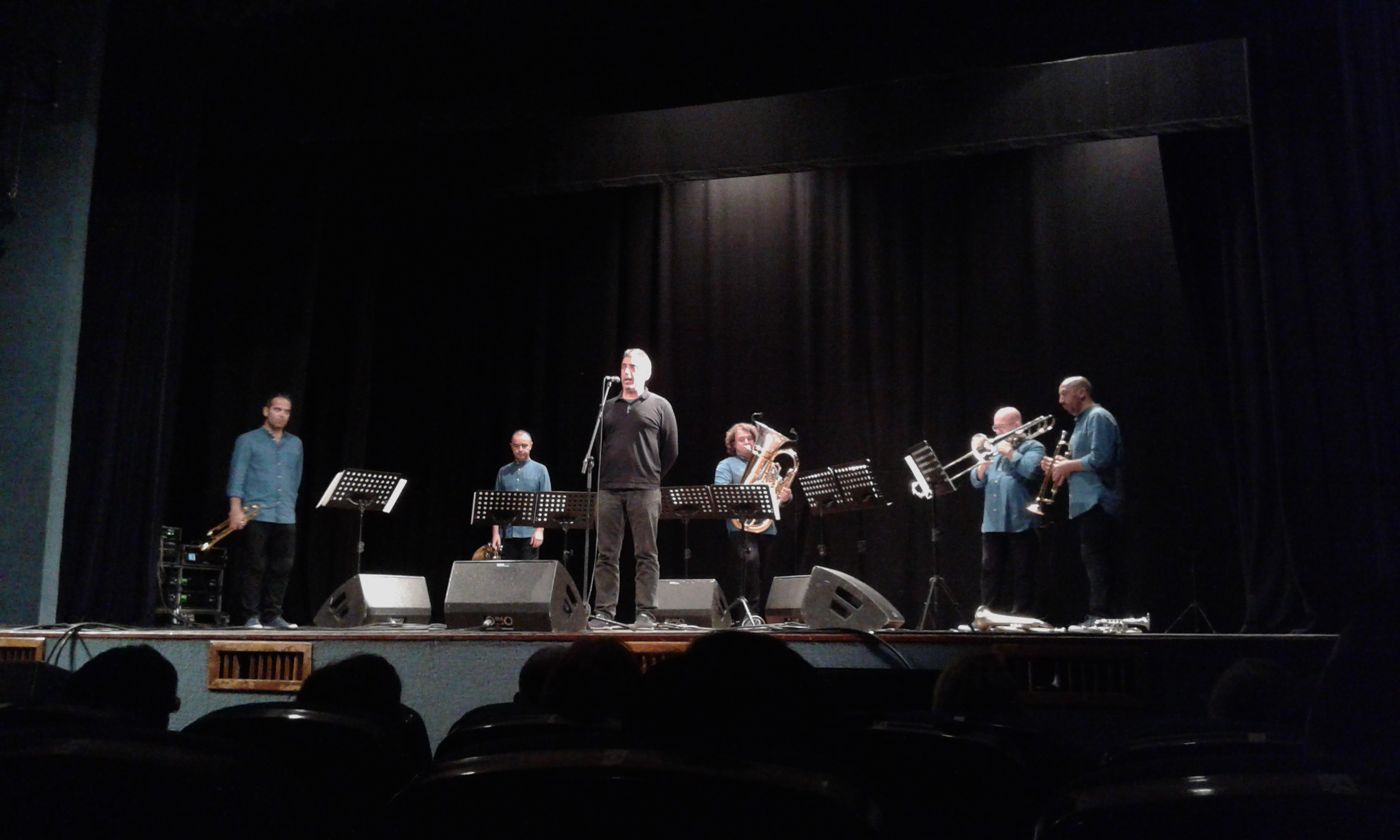
Spanish Brass Luur Metalls amb Pep Gimeno Botifarra a Museros

Han estat de gira pels Estats Units, Corea, França, etc. i al llarg de la seua trajectòria han col·laborat amb diversos solistes com ara Michel Becquet, Eric Aubier, Christian Lindberg, Christian Lindberg, Ole E. Antonsen, Kenny Wheeler, etc. i amb agrupacions com Amors Grup de Percussió o l'Orfeó Valencià Navarro Reverter. També ha col·laborat amb Pep Gimeno Botifarra i amb el músic i compositor de jazz Ramón Cardo.
Han estrenat més de cent d'obres, moltes dedicades als mateixos Spanish Brass, compostes per José Luis Turina, Jesús Villa Rojo, Maurice Jarre, Vladimir Cosma, Fernando Palacios, Juanjo Colomer, Antón García Abril, Vicente Roncero, entre d'altres. El grup també organitza tres festivals dedicats als instruments de metall, el Festival Spanish Brass Alzira, l'Spanish BrasSurround i el Rafelmetall, amb la participació de solistes, grups i professors de metall de caràcter internacional. El 1996 va guanyar el primer premi del Concurs Internacional per a Quintets de Metall Ville de Narbonne.

## Membres
- Carlos Benetó: trompeta[9][10]
- Juanjo Serna: trompeta[10][11]
- Manuel Pérez: trompa[1][10]
- Indalecio Bonet: trombó[10][12]
- Sergio Finca: tuba[1][10]

## Discografia
- 1996. Luur Metalls Spanish Brass Quintet[13]
- 1998. No comment
- 2000. La escalera de Jacob
- 2001. Spanish Brass Luur Metalls & friends
- 2002. Delicatessen
- 2003. Caminos de España
- 2004. Absolute amb Christian Lindberg y Ole E. Antonsen
- 2005. Gaudí'um
- 2006. Metàl·lics
- 2006. Retaule de Nadal, amb l'Orfeó Valencià Navarro Reverter
- 2007. SBALZ Brass Ensemble
- 2008. Brass & Wines
- 2008. Steven Mead
- 2008. Brassiana, amb Lluís Vidal Trío
- 2009. The best of Spanish Brass
- 2009. SBLM
- 2012. Tell Me a Brass Story[14]
- 2012. viBRASSions
- 2013. Metalls d'Estil
- Música de l'obra teatral La Fundació de Buero Vallejo per al Centro Dramático Nacional[1]
- Banda sonora de la pel·lícula 'Descongélate', de Félix Sabroso, per a la Productora El Desig[1]